# Iulian Marțian
Iulian (Iuliu) Marțian (n. 23 iunie 1867, Mintiu, Bistrița-Năsăud – d. 26 octombrie 1937, Mintiu) a fost un istoric român,bibliofil, arheolog amator și colecționar de documente vechi românești, dar și membru de onoare al Academiei Române. A fost membru pe viață al ASTREI.

## Studii
A făcut școala primară în satul natal, apoi a făcut șase ani de gimnaziu superior greco-catolic românesc, între 1877-1883. După gimnaziu, decide să urmeze o carieră militară, devenind cadet al Școlii militare de stat din Sibiu. A urcat în ierarhie până la gradul de maior.

## Viață și activitate
În zilele premergătoare Marii Uniri de la 1 Decembrie 1918, pe când se alcătuia Biroul Consiliului Național Român din Năsăud, delegații l-au ales ca președinte pe cel care avea să devină peste ani academicianul Iulian Marțian. 
Încă din perioada în care a activat ca militar, Marțian a realizat studii în domeniul istoriei. Preocuparea fundamentală manifestată de tânărul ofițer a fost pentru cercetările arheologice din Transilvania, în special cele de pe valea Someșului Mare. A strâns, în timpul vieții, o colecție impresionantă de documente, manuscrise, cărți, obiecte de artă și urme ale trecutului, de orice fel.Prin aceasta, a devenit unul dintre fondatorii Muzeului Năsăudean, din dorința de a instituționaliza aceste cercetări. Și-a donat Muzeului Năspudean întreaga colecție de documente și manuscrise, pe care le-a acumulat în timp. De asemenea, a ajutat și la înființarea revistei Arhiva Someșană, pentru care a realizat un număr considerabil de studii și articole. Opera lui conține peste patruzeci de lucrări. De asemenea, a strâns date despre descoperirile arheologice din Transilvania, publicând un repertoriu al acestora, în limba germană inițial, iar apoi, după corectări și completări, în limba română. A fost ales membru de onoare al Academiei Române la 27 mai 1933, la propunerea lui Alexandru Lapedatu.

## Scrieri
- Repertoriu arheologic pentru Ardeal, Bistrița, 1920;
- Urme din războaiele Romanilor cu Dacii, Cluj, 1921;
- Ardealul. Constatări și lămuriri, Bistrița, 1925;
- Ardeal. Istorie și toponimie, Bistrița, 1924;
- Castrul Rodna, (Extras), Contribuții la eraldica vechiului Ardeal.